# Daniłowo (powiat ostrowski)
Daniłowo – wieś sołecka w Polsce położona w województwie mazowieckim, w powiecie ostrowskim, w gminie Małkinia Górna.
Wieś duchowna położona  była w drugiej połowie XVI wieku w powiecie nurskim ziemi nurskiej województwa mazowieckiego.
W latach 1954–1959 wieś należała i była siedzibą władz gromady Daniłowo, po jej zniesieniu w gromadzie Orło. W latach 1975–1998 miejscowość należała administracyjnie do województwa ostrołęckiego.
Wierni Kościoła rzymskokatolickiego należą do parafii Najświętszego Serca Pana Jezusa w Małkini Górnej.